# Psila maculata
Psila maculata är en tvåvingeart som beskrevs av Soos 1974. Psila maculata ingår i släktet Psila och familjen rotflugor.
Artens utbredningsområde är Mongoliet. Inga underarter finns listade i Catalogue of Life.